# Julian Jenner
Julian Jenner (Delft, 28 de febrer de 1984) és un exfutbolista neerlandès que jugava de migcampista ofensiu. Jenner rep el malnom d'"El Xiquet Tisora" a causa de les seves habilitats i salts, i és ben conegut pel seu ritme. Va jugar entre d'altres a l'AZ Alkmaar i al NAC Breda.
En 2007 Jenner fou cridat a la Jong Oranje per l'entrenador Foppe de Haan per formar part de l'equip dels Països Baixos a l'Eurocopa sub-21 del 2007. Jenner participà en dos del partits, contra Israel (1-0 guanyant) i Portugal (2-1 guanyant) assegurant la qualificació pels Jocs Olímpics d'Estiu del 2008. A la final s'arribà amb un 1-1, 13-12 després d'una tanda de penals, amb 32 penals llançats contra amb la selecció anglesa. La selecció neerlandesa retingué el seu títol del 2006, derrotant Sèrbia 4-1 a la final.
El 14 de juny de 2008, s'anuncià que Jenner signava un contracte amb el Vitesse Arnhem, junt amb el seu company d'equip Rogier Molhoek.